# Distrito de Kirovsky
El distrito de Kirovsky (en ruso: Ки́ровский райо́н, Kírovskiy rayón) es un distrito de la ciudad federal de San Petersburgo, Rusia. La población del distrito es de 334 746 habitantes (datos del censo de 2010).
Nombrado en honor de Sergei Kirov, tiene acceso al oeste a la orilla de la bahía del Nevá en el Golfo de Finlandia. Limita al norte con el distrito Almirantazgo, que discurre a lo largo del río Ekateringofka; al este con el distrito de Moskovsky, al sur con el de Krasnoselsky. El distrito está situado en la zona histórica de la ciudad. Antes de la revolución, los límites de la ciudad se encontraban al norte y noroeste del actual territorio del distrito (al norte del río Tarakanovka), que formaban parte de la Narva. Las zonas situadas al sur del Tarakanovka eran los suburbios de Peterhof.

## Distritos
Kirovsky se compone, a su vez, de los siguientes okrugs municipales:
- Княжево (Kniajevo)
- Ульянка (Ulyanka)
- Дачное (Dachnoe)
- Автово (Avtovo)
- Нарвский округ (Narvsky okrug)
- Красненькая речка (Krasnenkaya rechka)
- Морские ворота (Morskiye Vorota)